# Pyrausta albipunctalis
Pyrausta albipunctalis là một loài bướm đêm trong họ Crambidae.